# Talking Body
„Talking Body” este un cântec al interpretei suedeze Tove Lo. Acesta a fost trimis la stațiile radiofonice din Statele Unite ale Americii la data de 13 ianuarie 2015 prin intermediul casei de discuri Republic Records ca și cel de-al doilea extras pe single al albumului său de debut Queen of the Clouds.

## Compoziție
„Talking Body” a fost scris de către Tove Lo, Jakob Jerlström and Ludvig Söderberg, în timp ce producția a fost făcută de către The Struts și Shellback. Este un cântec electropop, cu elemente de trip hop, synthpop și indie pop. Liric, cântecul vorbește despre încercarea de a seduce pe cineva pentru a avea relații sexuale. Cântecul este facut în cheia Mi minor, cu un tempo de 120 bătăi pe minut.

## Videoclip
Videoclipul piesei a fost regizat de către Andreas Weman și Johan Lydén și publicat pe platforma Vevo al artistei la data de 12 ianuarie 2015.